# Bajo Alentejo
El Bajo Alentejo (en portugués: Baixo Alentejo) es una comunidad intermunicipal y una subregión estadística portuguesa, parte de la Región del Alentejo, en el Distrito de Beja. Limita al norte con el Alentejo Central, al este con España, al sur con el Algarve y al oeste con el Alentejo Litoral. Área: 8505 km². Población (2011): 126 692. 
Comprende 13 concelhos:
- Aljustrel
- Almodôvar
- Alvito
- Barrancos
- Beja
- Castro Verde
- Cuba
- Ferreira do Alentejo
- Mértola
- Moura
- Ourique
- Serpa
- Vidigueira

## Imágenes

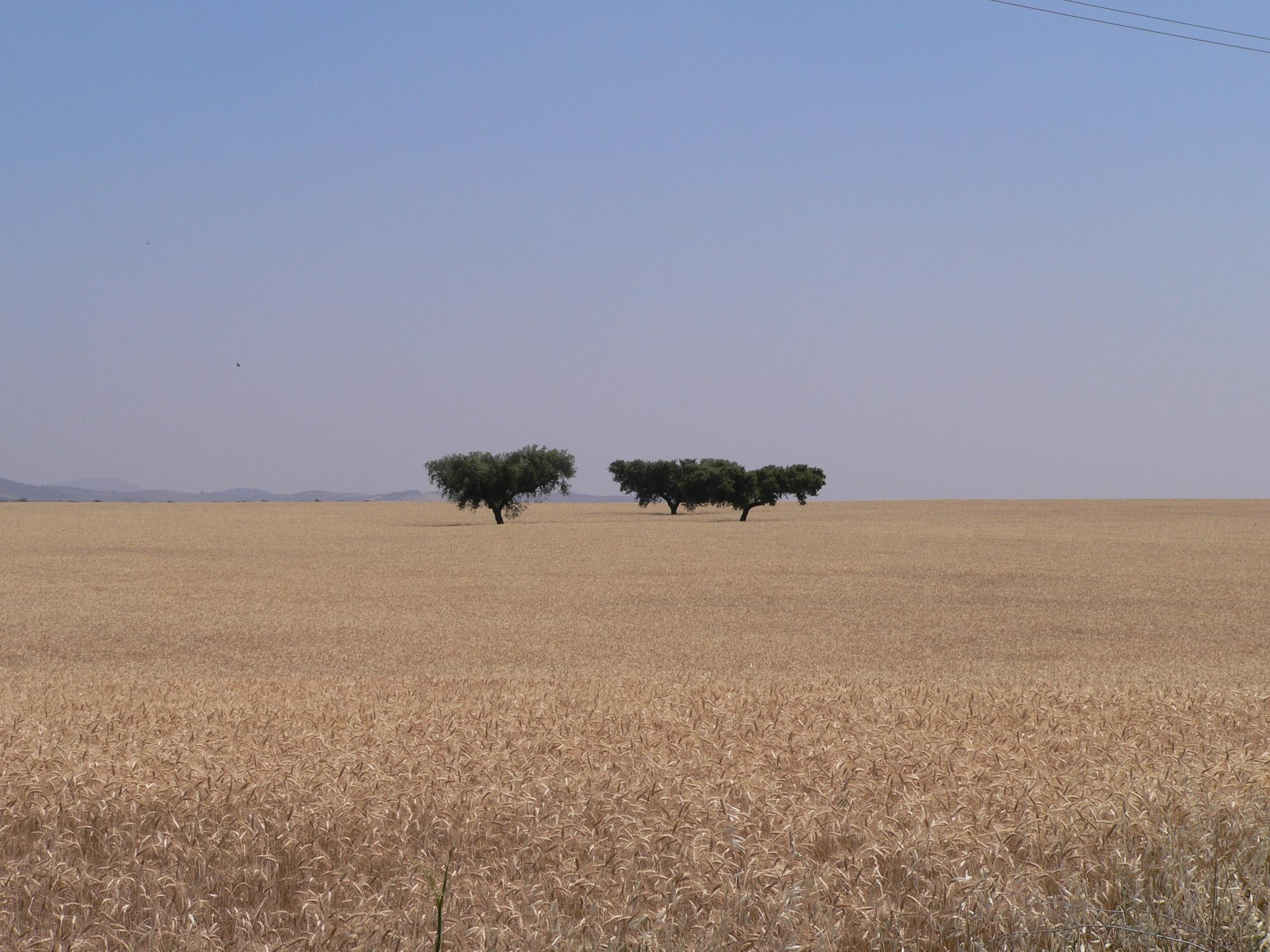
Campos de trigo del Bajo Alentejo

- Datos: Q804036